# Rajgir
Rajgir (en hindi: राजगीर ) es una ciudad de la India, en el distrito de Nalanda, estado de Bihar.

## Geografía
Se encuentra a una altitud de 77 m s. n. m. a 107 km de la capital estatal, Patna, en la zona horaria UTC +5:30.

## Demografía
Según estimación 2011 contaba con una población de 44 898 habitantes.